# スロベニア人

旧ユーゴスラビアの民族分布（2008年）。左上の抹茶色がスロベニア人。

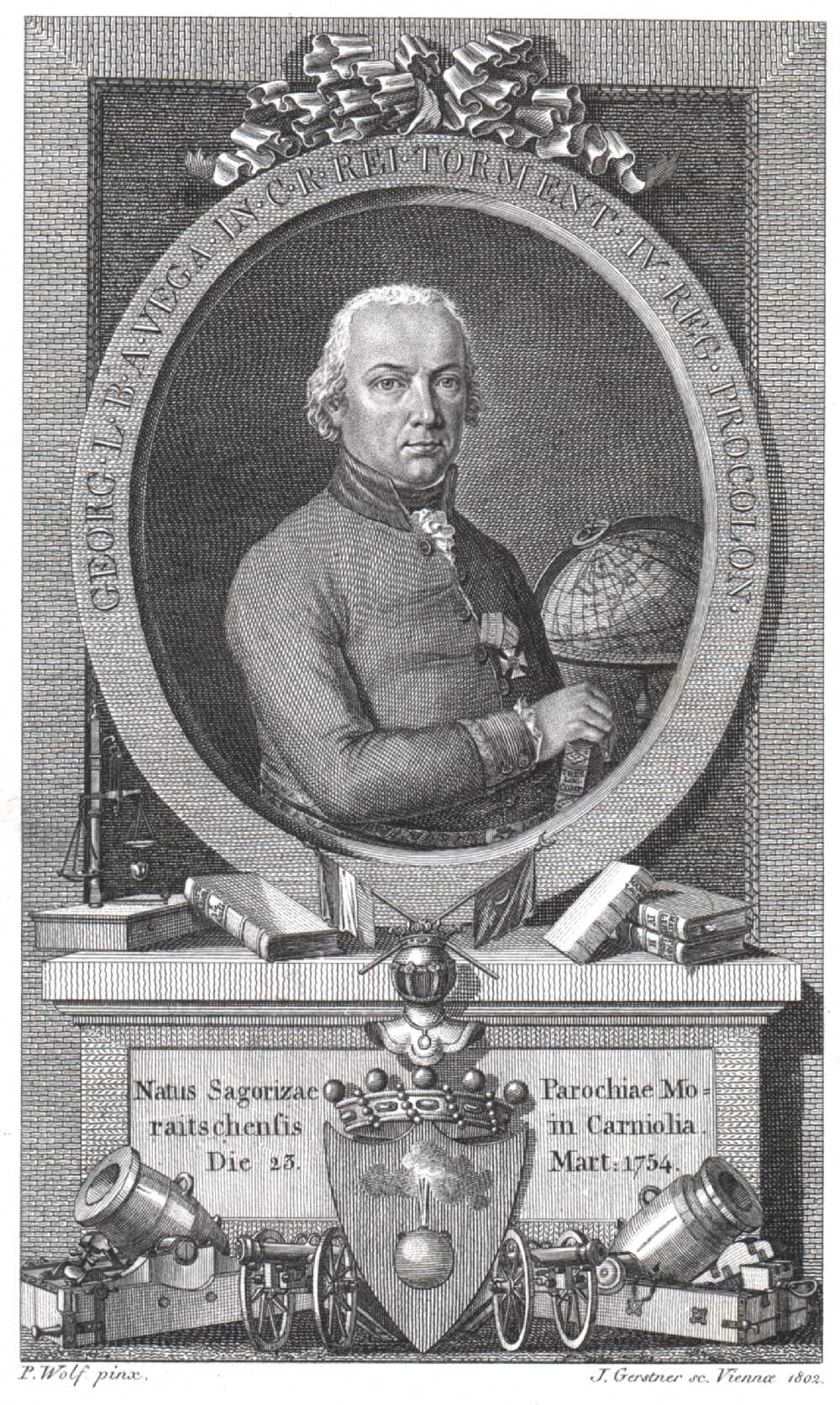
ユリイ・ヴェガ

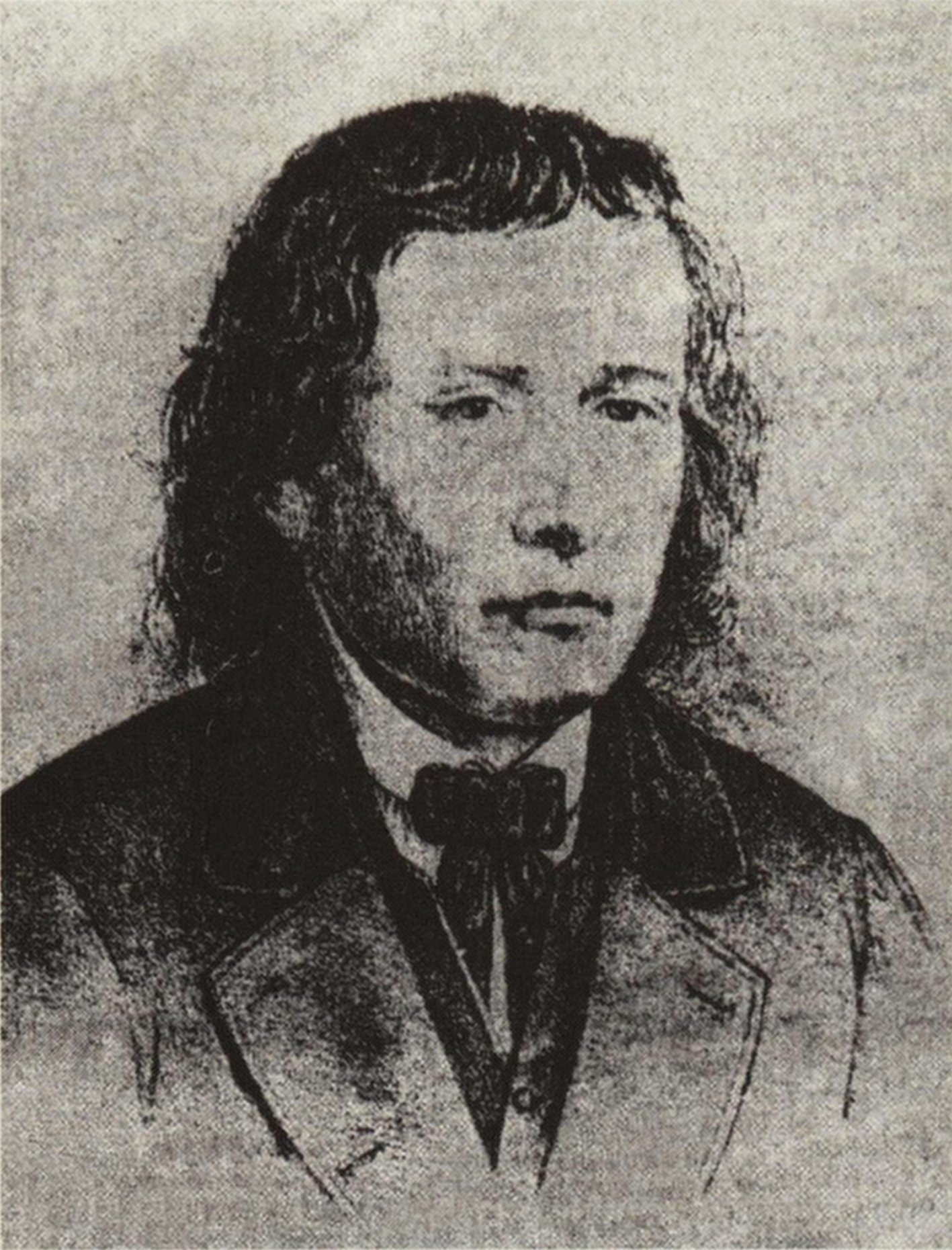
フランツェ・プレシェレン

スロベニア人の旗

スロベニア人（スロベニアじん、スロベニア語: 複数形:Slovenci、双数形:Slovenca、単数形:Slovenec、女性複数形:Slovenke、女性双数形:Slovenki、女性単数形:Slovenke）は、スロベニアの大部分を占める南スラヴ系の民族であり、南スラヴ語系のスロベニア語を公用語とする。

## 人口
スロベニア人の多くは独立国であるスロベニア（人口2,007,711人、2008年の推計）の域内に住んでいる。またスロベニア人は、かつてよりイタリア北東部（推計8万3千人 - 18万3千人）、オーストリア南部（2万4855人）、クロアチア（1万3200人）、ハンガリー（3180人）に少数民族として暮らしている。スロベニアと国境を接するこれら4国はいずれも、スロベニア人を自国の少数民族として認めている。
2002年のスロベニアの国勢調査によると、163万1363人が自身をスロベニア人とした 一方、172万3434人が母語をスロベニア語と答えた。
オーストリアに住むスロベニア人の総数は2万4855人であり、うち1万7953人はオーストリア国籍のスロベニア人少数民族であり、残りの6902人は外国籍である。

## 歴史

### 初期アルプス・スラヴ人
6世紀、南スラヴ人の一派がアルプス山脈からアドリア海にかけての地域に居住するようになった。彼らは2回の大移動の波にのってこの地に渡ってきており、1度目は550年ごろモラヴィアから、2度目は568年にゲルマン系のランゴバルド人のイタリアへの退却に伴って移り住んできた。
623年から658年にかけて、エルベ川上流からカラヴァンケ山（Karavanke）にかけての一帯がサモ（Samo）王の支配の下で統一され、サモの王国と呼ばれる部族連合が形作られた。サモの死後、連合が瓦解したが、カランタニア公国（Carantania）という小さな国家が残された。これが現在のコロシュカ地方の原形である。

### フランク人支配下のアルプス・スラヴ人
東方から侵入したテュルク系とされるアヴァール人に圧迫され、カランタニア公国は745年にバイエルンとの連合を受け入れ、後にフランク人支配を認め、8世紀からはキリスト教の受容が始まった。最後まで独立を保っていたプリビナとその子コツェリ（Koceľ）が支配したバラトン公国（パンノニア公国）は874年に独立を失った。その後、アルプス・スラヴ人（南スラヴ人の一派）の居住域は、ドイツ人（バイエルン人、オーストリア人）やマジャル人（ハンガリー人）の流入によって圧迫されて縮小し、現在の位置に落ち着いたのは15世紀のことであった。その間にドイツ系とマジャル系とイタリア系と混血を繰り返し、現在におよぶ「スロベニア人」が形成された。

### 18世紀から第二次世界大戦まで
神聖ローマ帝国崩壊後のスロベニア人の居住域を管掌したのは、オーストリア帝国、フランス帝国のイリュリア州、オーストリア＝ハンガリー帝国であった。
20世紀になる頃には、多くのスロベニア人が経済的理由などからアメリカ合衆国に移住した。ベスレヘムに移住した者たちはウィンディッシュ（Windish）と呼ばれるようになった。最大のスロベニア人移住者集団はオハイオ州クリーブランドやその周辺に定着した。2番目に大きい集団はシカゴ、特にロウアー・ウェスト・サイド（Lower West Side, Chicago）地域に移り住んだ。在米スロベニア人カトリック連合（英語:The American Slovenian Catholic Union、スロベニア語:Ameriško slovenska katoliška enota）は、スロベニア系アメリカ人の権利を擁護するためにクリーブランドとジョリエット（Joliet, Illinois）に設立された。その後、クラニスカ・スロベニア人カトリック連合（KSKJ）は全米各地に拠点を設け、スロベニア系アメリカ人のために生命保険やその他のサービスを提供している。自由思想家たちはシカゴの18thストリートとラシーヌ・アベニュー（Racine Ave.）の間に集まってスロベニア人民族互助会（Slovene National Benefit Society）を結成した。このほかのスロベニア人は、炭鉱や林業に従事するためにペンシルベニア州南部、オハイオ州南部、ウェストバージニア州に移った。一部のスロベニア人は鉄鉱山で働くためにピッツバーグやヤングスタウンに移住した。
第一次世界大戦（1914年 - 1918年）以降、スロベニア人の住む地域の大部分がスロベニア人・クロアチア人・セルビア人国に参加し、ともにセルビア人・クロアチア人・スロベニア人王国を結成し、王国は後にユーゴスラビア王国と改称された。1929年の地方行政区画の刷新に伴って新設されたドラヴァ州（Drava Banovina）において、スロベニア人は多数派を形成した。
1920年、混在地域であるケルンテン（コロシュカ）地方は、住民投票によってオーストリア領に留まることを決定した。また、スロベニア人居住地の西部は戦間期にはイタリア王国領となっていた。
スロベニア人の義勇兵はスペイン内戦や第二次エチオピア戦争にも参加している。

### 第二次世界大戦と終戦後
ユーゴスラビア王国は1941年4月6日、クーデターによって事実上枢軸国への参加を否定する政権が誕生すると、枢軸国によって侵略された。ユーゴスラビアの国土はドイツ、イタリア、ハンガリーなどに分割され、スロベニア人の住む地域のうちシュタイエルスカ地方はウンターシュタイアーマルク（Untersteiermark）としてドイツ国に編入された。1941年11月初頭には、ブレージツェ地域に住む4万6千人のスロベニア人が、ドイツ化あるいは強制労働のためにドイツ東部に強制移送された。
強制移送されたスロベニア人はザクセン地方にある複数の収容所に送られ、ドイツの農地や工場で1941年から1945年まで強制労働させられた。収容者は常に公的な強制収容所に収容されていたわけではなく、労務を行う場所の近辺にある空き家に寝泊りさせられることもあった。終戦が近づくにつれ、これらの収容所は連合国の軍隊によって解放され、戦争で荒れ果てたユーゴスラビアの故郷へと帰還した。
1945年、ユーゴスラビアは自力で国土を解放し、共産主義国家として再建された。スロベニアは連邦を構成する社会主義共和国となった。
ケルンテン地方の大部分はオーストリア領のままであり、4万2千人のスロベニア人が少数民族として認められ、1955年のオーストリア国家条約（Austrian State Treaty）に基づく民族的権利を享受している。しかし、同国のシュタイアーマルク州に居住しているスロベニア人（4250人） は少数民族とは認められず、その権利を受けていない。1955年の国家条約で定められた諸権利はいまだ完全には履行されていない。一部の人々の間には、ナチス勢力に対するスロベニア人のパルチザンの活動を否定的に捉える考え方もあり、「ティトーのパルチザン」という語が侮蔑的に用いられることは珍しくない。ケルンテンの人々の多くは、ユーゴスラビアの勢力が第一次、第二次の世界大戦でオーストリア領に侵入したことを指摘し、スロベニアをオーストリアの領土に対する脅威とみなしている。ケルンテン州の知事であったイェルク・ハイダーは、その人気が低下し始めるとスロベニア人問題を取り上げるようになり、その権力の基盤として反スロベニア人主義を利用するようになった。また、一部のドイツ語話者らは、スロベニア人少数民族の存在を完全に否定し、この地域のスラヴ語話者はスロベニア人とは異なるヴィンディッシェ（Windische）という集団であると主張する。
ユーゴスラビアは第二次世界大戦後、イタリアから一部の領土を獲得したが、それでもなお10万人程度のスロベニア人がイタリア領内、特にトリエステ（トルスト）やゴリツィア（ゴリツァ）に残っている。
1991年、スロベニアは十日間戦争の後にユーゴスラビア連邦から独立し、スロベニア共和国となった。

## 文献
スロベニア人の言葉で書かれた最古の文献は、972年から1022年までに書かれたフライジンク写本（Freising manuscripts）であり、1803年にドイツのフライジンクで発見された。スロベニア語で印刷された初めての文献は、KatekizemおよびAbecedariumであり、プロテスタント宗教改革者プリモシュ・トルバル（Primož Trubar）によって1550年に書かれ、ドイツのテュービンゲンで印刷された。ユーリィ・ダルマティンは1584年に聖書をスロベニア語訳した。16世紀後半には、ヒエロニムス・メギセル（Hieronymus Megiser）によって編纂された多言語の辞書によって、スロベニア人の存在がヨーロッパの諸言語で記されるようになった。

## 民族意識
1980年代末のユーゴスラビアの分断化と、1990年代のスロベニアの独立によって、スロベニアの民族的アイデンティティの探索への関心が高まった。そのひとつの表れが、古代ウェネティイ族（Adriatic Veneti）に親近感を抱き、スラヴ人意識を否定する論調があった。1980年代にはこうした土着先住民と関連付ける考え方が伸張した。
1980年代末には、中世に用いられていた象徴がスロベニアの象徴として復活した。その中で最もよく知られるのが、神聖ローマ帝国のヴィンディッシェ・マルク（Windische Mark）の紋章に用いられていた帽子や、カロリング朝のカランタニア公国の紋章に由来すると思われる黒いヒョウ（Black panther）などがある。スロベニアの国旗に取り入れられていたトリグラウ山をかたどった紋章は、一般的にスロベニアの象徴とみなされている。トリグラウと絡んでスロベニアの重要な象徴となっているのは、この山の一帯を支配したと言われる伝説上のヤギ・ズラトロクである。